# Принсес Лејкс (Индијана)
Принсес Лејкс (енгл. Princes Lakes) град је у америчкој савезној држави Индијана.

## Демографија
По попису из 2010. године број становника је 1.312, што је 194 (-12,9%) становника мање него 2000. године.
| Група             | 2000.         | 2010.         |
| Белци             | 1.481 (98,3%) | 1.291 (98,4%) |
| Афроамериканци    | 4 (0,3%)      | 2 (0,2%)      |
| Азијати           | 4 (0,3%)      | 4 (0,3%)      |
| Хиспаноамериканци | 16 (1,1%)     | 12 (0,9%)     |
| Укупно            | 1.506         | 1.312         |